# Gier nach Gold. Ein Krimi aus Passau
Gier nach Gold. Ein Krimi aus Passau ist ein deutscher Fernsehfilm aus dem Jahr 2024 von Regisseur Felix Karolus nach einem Drehbuch von Michael Vershinin mit Marie Leuenberger und Michael Ostrowski. Es ist die sechste Folge der ARD-Kriminalfilmreihe Ein Krimi aus Passau.

## Handlung
Konditorin Roswitha Hertel bekommt Besuch von Dave Henigan aus Denton, Texas. Der stellt Nachforschungen zu seinem Vater an, der als US-Soldat nach dem Zweiten Weltkrieg 1945/46 in Passau stationiert war. Henigans Vater, Sergeant Bill Henigan, und Roswithas Mutter, Erika Schmalhofer, kannten sich damals. Erika hatte mit dem schwarzen GI Richard Bowman ein gemeinsames Kind: Roswithas Halbbruder Arthur. Dave fand ein Foto, auf dem Bill, Erika und Richard abgebildet sind, und las online einen Bericht über Roswitha und ihre Konditorei.
Frederike Bader erfährt vom Leiter der Passauer Kriminalpolizei, Jochen Mohn, dass der Bahdari-Clan 50.000 Euro auf Frederike und Tochter Mia ausgesetzt hat. Mia tritt als Sängerin gemeinsam mit Privatdetektiv Ferdinand Zankl am Keyboard in einem kleinen Lokal names „Delirium“ auf, danach wird sie von einem zunächst Unbekannten nach Hause verfolgt. Im Lokal war unter anderem der Techniker Khaled anwesend, der den Auftritt am Handy gefilmt hatte. Frederike befürchtet, dass durch ein Online-Stellen eines Videos vom Auftritt deren Tarnung im Zeugenschutz-Programm auffliegen könnte. Khaled selbst gibt später an, den Namen Bahdari nicht zu kennen. Von Mohn wird Mias nächtlicher Verfolger als Hubert Höllrigl, Betreiber einer Email-Werkstatt, identifiziert. Höllrigl hat zwei Bewährungsstrafen wegen Schlägereien.
In Höllrigls Werkstatt findet Frederike Blutspuren, sie vermutet, dass er entweder einen Arbeitsunfall hatte oder ihm jemand mit einem Hammer auf die Hand geschlagen hatte. Höllrigl produziert dort Wehrmachtsabzeichen und altert sie künstlich im Säurebad. Während Frederike Höllrigls Werkstatt durchsucht, bekommt er Besuch von Jozef Hašek, dem ursprünglich aus Tschechien stammenden Anführer der Biker-Gang „Lobos Rojos“, dem Höllrigl Geld schuldet. Frederike gibt sich als Höllrigls Putzfrau aus, Höllrigl selbst ist verschwunden. Die Lobos Rojos, deren Logo ein roter Wolf in Anlehnung an den Passauer Wolf ist, sind im Waffen- und Drogenhandel aktiv. Frederike befürchtet, dass Höllrigl seine Schulden mit dem auf sie und Mia ausgesetzten Kopfgeld begleichen möchte. Zankl dagegen stellt die These auf, dass Höllrigl gar nicht an Mia interessiert war, sondern wegen seines Faibles für den Zweiten Weltkrieg am Texaner, der mit Hertel das Konzert von Mia besucht hatte. Mia, angehende Journalistin beim Passauer Kurier, vermutet bei Dave Henigan eine spannende Geschichte und möchte ein Interview mit ihm führen, allerdings ist er bald darauf spurlos verschwunden.
Franziska, die Kellnerin aus dem „Delirium“, auch „Ska“ genannt, ist die Nichte von Höllrigl. Von ihr erfahren Zankl und Bader, dass ihr Onkel Wehrmachtsorden an die Biker-Gang verkauft hatte, die sie an eine Gang in Mexiko weiterverkaufte. Dort flog auf, dass es sich um Fälschungen handelte. Franziskas Eltern sind früh gestorben, Höllrigl hat sich um seine Nichte gekümmert. Hubert Höllrigls Großvater war SS-Sturmbannführer Willy Höllrigl, der in Frankreich einen Koffer voller Schmuck, Münzen und Uhren erbeutete. Nach dem Krieg verkaufte sein Witwe Lotte einige Gegenstände am Schwarzmarkt, dabei lernte sie die beiden GIs kennen, die ebenfalls dealten und den Koffer von Lotte stahlen. Hubert war seit Jahren auf der Suche nach dem Schatz. Nachdem Dave Henigan bei Franziska im Delirium von seinem Vater erzählt hat, macht sich Höllrigl auf die Suche nach dem Texaner. Von Franziska erhalten Zankl und Bader den Hinweis auf Höllrigls Garage, wo die beiden den Texaner gefesselt vorfinden.
Henigan vermutet, dass der Schatz im Klosterberg vergraben liegt, an der Stelle befindet sich mittlerweile ein Spielplatz. Von seinem Vater bekam er eine Karte mit einer Markierung, den Plan hat mittlerweile Höllrigl. Gemeinsam mit Jozef Hašek gräbt Höllrigl einen Koffer aus, darin befindet sich unter anderem eine Pistole. Höllrigl schießt damit auf den Begleiter von Hašek, den beiden gelingt die Flucht. An der Grabungsstelle findet sich ein Skelett, Mohn vermutet, dass es sich dabei um die Überreste von Richard Bowman handelt. Eine Rückblende zeigt, wie dieser damals von Sergeant Bill Henigan beim Streit um den Schatz erschossen wurde. In der Zeitung erscheint eine Artikelreihe von Mia Bader über den Schatz und dessen Geschichte.

## Produktion und Hintergrund
Die Dreharbeiten der Folge mit Arbeitstitel Der verschwundene Texaner fanden vom 23. Februar bis zum 23. März 2023 statt, gedreht wurde in Passau, München und Umgebung.
Produziert wurde der Film von der Hager Moss Film GmbH (Produzentinnen Kirsten Hager und Diana Chylla) im Auftrag des Bayerischen Rundfunks und ARD Degeto.
Die Kamera führte Florian Schilling, die Musik schrieben David Schoch und David Reichelt, die Montage verantwortete Florian Leitl und das Casting Franziska Aigner. Das Kostümbild gestaltete Mika Braun, das Szenenbild Markus Dicklhuber, den Ton Lutz Pape und Jan Blömeke und die Maske Christine Bernrieder und Nadine Scherer.

## Veröffentlichung
In der ARD Mediathek wurde der Film am 29. Januar 2024 veröffentlicht, die Erstausstrahlung im Ersten erfolgte am 1. Februar 2024.
ORF-Premiere war am 13. April 2024.

## Rezeption

### Kritiken
Tilmann P. Gangloff vergab auf tittelbach.tv 4,5 von 6 Sternen. Der Film sei mehr als sehenswert, Umsetzung und Bildgestaltung seien ausgezeichnet, kleine komische Momente nehmen dem Film die Spannungsspitzen. Wie das Schicksal der beiden Frauen mit den Familiengeschichten eines Texaners und eines Passauer Handwerkers verknüpft wird, sei große Klasse und bereite beim Zuschauen ein nicht unbeträchtliches Vergnügen.
tvspielfilm.de urteilte: „Smarte Schatzsuche auf düsteren Spuren der Geschichte“.
Oliver Armknecht bewertete den Film auf film-rezensionen.de mit vier von zehn Punkten. Der Film irritiere durch eine seltsame Geschichte, bei der lange nicht klar sei, worum es überhaupt gehen soll. Hin und wieder sei das aufgrund des Duos amüsant, oft sei der Krimi aber auch einfach langweilig, zumal die guten Elemente zu wenig genutzt würden.

### Einschaltquote
Die Erstausstrahlung am 1. Februar 2024 im Rahmen des DonnerstagsKrimis im Ersten wurde in Deutschland von 5,53 Millionen Zuschauern verfolgt, was einem Marktanteil von 20,7 Prozent entsprach.